# برادلي كينغ
برادلي كينغ (بالإنجليزية: Bradley King)‏ هي كاتبة سيناريو أمريكية، ولدت في 4 أغسطس 1894 في شيكاغو في الولايات المتحدة، وتوفيت في 24 أغسطس 1977 في نيويورك في الولايات المتحدة.

## وصلات خارجية
- برادلي كينغ على موقع IMDb (الإنجليزية)
- برادلي كينغ على موقع ألو سيني (الفرنسية)
- برادلي كينغ على موقع أول موفي (الإنجليزية)
- برادلي كينغ على موقع قاعدة بيانات الأفلام السويدية (السويدية)
- برادلي كينغ على موقع قاعدة بيانات الفيلم (الإنجليزية)
- برادلي كينغ على موقع كينوبويسك (الروسية)